# Synagoga w Gdańsku (ul. Lawendowa)
Synagoga w Gdańsku – synagoga znajdująca się w Gdańsku przy ulicy Lawendowej 8 (Główne Miasto). Rozebrana w 1890 roku.

## Historia
Synagoga została zbudowana w 1845 roku przez gminę z Winnicy na rogu ulic Lawendowej (niem. Lawendelgasse) i Straganiarskiej (niem. Häkergasse). Jej obrys zaznaczony został na Planie Buhsego. Synagoga była czynna do 1880 roku, a w 1890 roku została rozebrana. Pozostałością po budowli jest skrzywienie jezdni ulicy Straganiarskiej na wysokości skrzyżowania ze Słomianą. Na przełomie XIX i XX wieku na jej miejscu wybudowano kamienicę.